# Gavazzana
Gavazzana (Gavassàuna in piemontese) è stato un comune italiano della provincia di Alessandria, in Piemonte, dal 1º gennaio 2018 fusosi con il comune di Cassano Spinola. Al momento della soppressione contava 173 abitanti.

## Origini del nome
Il toponimo "Gavazzana" è l'agglutinazione di due vocaboli liguri arcaici gaba ("altura") e san ("luogo") e vale, appunto, "paese sulla collina".

## Storia
La prima notizia certa sul borgo risale all'anno 1242.
Nel 1655 l'antica chiesa di Santa Maria di Castiglione, allora esistente sul declivio occidentale del colle ed oggetto di grande venerazione popolare, è depredata dalle soldatesche del duca di Modena Francesco d'Este.
Gavazzana fu un possedimento dei vescovi di Tortona fino al 1784, l'anno in cui, con tutto il Vescovato, passò ai domini dei Savoia. Il 18 giugno 1799 subì il saccheggio dei militari transalpini del generale Moreau, alla fine del quale si contarono tre vittime in strada. Nel maggio del 1859, durante la seconda guerra di indipendenza, vi si attestarono le truppe francesi in attesa di misurarsi con gli austriaci: lo scontro avverrà invece, poco dopo, a Montebello.
Nel 1929 Gavazzana divenne una frazione di Cassano Spinola; ritornò comune autonomo nel 1948. Il 1º gennaio 2018, nonostante il parere contrario espresso dai gavazzanesi nel referendum del 2016, si è concluso l'iter di fusione nel comune di Cassano Spinola.

### Simboli
Lo stemma di Gavazzana era stato concesso con il D.P.R. del 12 ottobre 1993.

## Monumenti e luoghi d'interesse

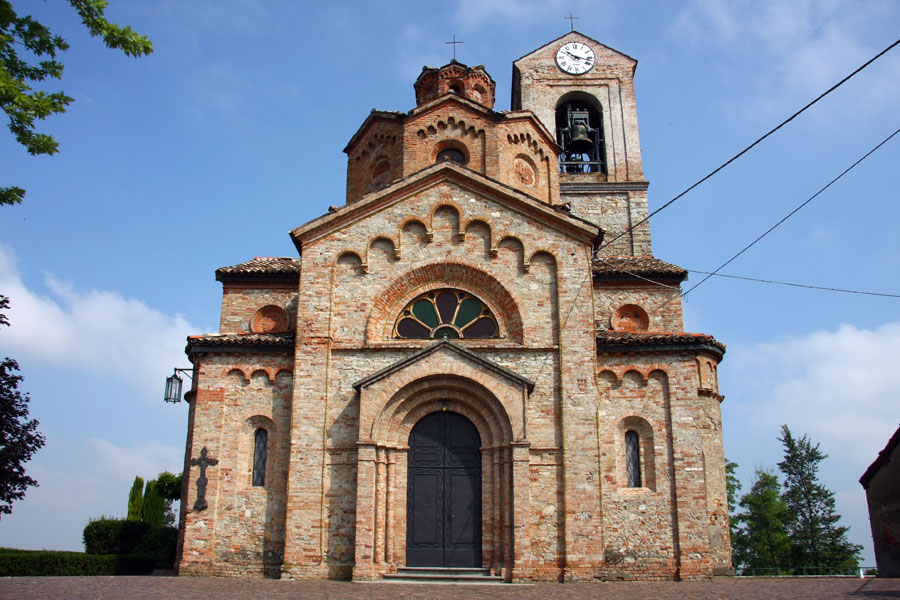
La chiesa parrocchiale

- Belvedere San Martino - Attornia la chiesa parrocchiale con belle piantumazioni e accenni di giardino all'italiana; nelle giornate serene consente una vista spettacolare sulla pianura alessandrina fino alla maestosa cerchia delle Alpi.
- Chiesa parrocchiale di San Martino - Costruita in forme pseudoromaniche nel 1867 da Giulio Leale (autore del palazzo municipale e della parrocchiale di Cassano Spinola, nonché della chiesa del seminario di Stazzano), nel 1898 fu dotata di un concerto di cinque campane premiato con medaglia d'argento alla Mostra d'arte sacra di Torino ed inaugurato dal celebre compositore di musica sacra, don Lorenzo Perosi.
- Cantine di Casa Sterpi - Struttura secentesca, ricca di suggestione, sede dell'associazione musicale Gavazzana-blues e luogo di convegni ed esposizioni.
- Centro storico - Il paese fa parte dell'"Associazione nazionale dei Borghi dipinti". Lungo la via principale che lo attraversa si possono ammirare i vari murali affrescati da numerosi artisti a partire dal 1989: i più recenti sono stati eseguiti da allievi dell'Accademia di Belle Arti di Venezia.

## Società

### Evoluzione demografica
Abitanti censiti

## Cultura

### Museo Don Carlo Sterpi
Si trova nella casa natale del venerabile Don Carlo Sterpi e raccoglie alcune testimonianze della sua presenza. L'antica residenza secentesca ebbe tra i suoi ospiti il futuro San Luigi Orione, che a Don Sterpi e alla sua famiglia fu legato da un'amicizia durata un'intera vita. Nell'ottobre del 1943 vi soggiornò Arrigo Minerbi, il celebre scultore ferrarese che ebbe in Gabriele D'Annunzio il suo più grande estimatore ed amico: lo commemora oggi l'omonima piazza.

### Eventi
- Festa Nazionale della “PiccolaGrandeItalia" l'11 maggio con concorso di pittura e frittellata
- Evento artistico "Muri Dipinti" a luglio con 8 artisti che dipingono sui muri del centro storico
- Sagra del Pesce e del Cortese a fine luglio
- Evento artistico "Gavazzana Blues Festival" primo week-end di agosto: rassegna musicale nata nel 2010

#### Gavazzana Blues
L'associazione Gavazzana Blues nasce il 14 luglio 2009 per produrre, allestire e rappresentare concerti, spettacoli e manifestazioni artistiche varie, nella sfera dell'aggregazione sociale e del tempo libero, per la diffusione della cultura musicale, senza alcun scopo di lucro. Inoltre il Gavazzanablues si propone come luogo di incontro e di approfondimento di interessi musicali e culturali assolvendo alla funzione sociale di maturazione e crescita umana e civile attraverso l'ideale della formazione permanente e del lavoro di rete.
Al fine di valorizzare la vocazione dell'associazione tutti i primi lunedì del mese vengono organizzati concerti che abbracciano i più svariati generi musicali. La sede attuale del Club è a Gavazzana in via Cesare Battisti, 78.

## Amministrazione
Di seguito è presentata una tabella relativa alle amministrazioni che si sono succedute in questo comune.
| Periodo         | Periodo         | Primo cittadino       | Partito                       | Carica                  | Note  |
| --------------- | --------------- | --------------------- | ----------------------------- | ----------------------- | ----- |
| 25 giugno 1985  | 19 maggio 1990  | Claudio Camillo Sasso | Democrazia Cristiana          | Sindaco                 | [ 7 ] |
| 19 maggio 1990  | 24 aprile 1995  | Claudio Camillo Sasso | Democrazia Cristiana          | Sindaco                 | [ 7 ] |
| 24 aprile 1995  | 14 giugno 1999  | Gian Carlo Vaccari    | centro                        | Sindaco                 | [ 7 ] |
| 14 giugno 1999  | 14 giugno 2004  | Angela Timossi        | lista civica                  | Sindaco                 | [ 7 ] |
| 14 giugno 2004  | 8 giugno 2009   | Claudio Camillo Sasso | lista civica                  | Sindaco                 | [ 7 ] |
| 8 giugno 2009   | 26 maggio 2014  | Claudio Camillo Sasso | lista civica W Gavazzana viva | Sindaco                 | [ 7 ] |
| 26 maggio 2014  | 9 dicembre 2016 | Claudio Camillo Sasso | lista civica W Gavazzana viva | Sindaco                 | [ 7 ] |
| 9 dicembre 2016 | 12 giugno 2017  | Enrica Montagna       | -                             | Commissario prefettizio | [ 7 ] |
| 12 giugno 2017  | 1º gennaio 2018 | Claudio Acerbi        | lista civica Per Gavazzana    | Sindaco                 | [ 7 ] |